# Rào thế Coulomb
Rào thế Coulomb, được đặt tên theo định luật Coulomb, theo tên của nhà vật lý Charles-Augustin de Coulomb, là hàng rào năng lượng do tương tác tĩnh điện mà hai hạt nhân cần phải vượt qua nó để chúng có thể đủ gần để bắt đầu quá trình phản ứng hạt nhân.

## Năng lượng của rào thế
Hàng rào năng lượng này được cung cấp bởi năng lượng tĩnh điện :
{\displaystyle U_{coul}=k{{q_{1}\,q_{2}} \over r}={1 \over {4\pi \epsilon _{0}}}{{q_{1}\,q_{2}} \over r}}
Trong đó:
k là hằng số Coulomb = 8,9876×109 N m² C-2;
ε0 là độ thấm của không gian trống;
q1, q2 là điện tích của các hạt tương tác;
r là bán kính tương tác.
Giá trị dương của U là do lực đẩy, do đó các hạt tương tác ở mức năng lượng cao hơn khi chúng tiến đến gần hơn. Một năng lượng tiềm năng âm chỉ ra một trạng thái ràng buộc (do một lực hấp dẫn).
Rào thế Coulomb tăng theo số nguyên tử (tức là số proton) của hạt nhân va chạm:
{\displaystyle U_{coul}={{k\,Z_{1}\,Z_{2}\,e^{2}} \over r}}
Trong đó e là điện tích cơ bản, 1.602 176 53 × 10 −19 C và Zi là các số nguyên tử tương ứng.
Để vượt qua rào thế này, các hạt nhân phải va chạm với vận tốc cao, do đó động năng của chúng đẩy chúng đến đủ gần để một tương tác mạnh diễn ra và liên kết chúng lại với nhau.
Theo thuyết động học của chất khí, nhiệt độ của chất khí chỉ là thước đo động năng trung bình của các hạt trong chất khí đó. Đối với các khí lý tưởng cổ điển, sự phân phối vận tốc của các hạt khí được đưa ra bởi Maxwell-Boltzmann. Từ phân bố này, có thể xác định được một phần của các hạt có vận tốc đủ cao để vượt qua rào thế Coulomb.
Trong thực tế, nhiệt độ cần thiết để vượt qua rào thế Coulomb hóa ra nhỏ hơn dự kiến do đường hầm cơ học lượng tử, như được thiết lập bởi Gamow. Việc xem xét sự xâm nhập của rào thế thông qua đường hầm và phân phối tốc độ dẫn đến một loạt các điều kiện hạn chế nơi sự hợp nhất có thể diễn ra, được gọi là cửa sổ Gamow.
Sự vắng mặt của rào thế Coulomb đã tạo điều kiện phát hiện ra neutron của James Chadwick vào năm 1932.